# Operation Thunderbolt
Operation Thunderbolt is een computerspel dat werd ontwikkel en uitgegeven door het Japanse Taito. Het spel kwam in 1988 uit als arcadespel en het is een vervolg op Operation Wolf. Hierna kwam het spel ook uit voor diverse homecomputers. Het perspectief van het spel is in de eerste persoon. Het spel kan met een of twee spelers tegelijkertij gespeeld worden.

## Platforms
| Jaar | Platform                                         |
| ---- | ------------------------------------------------ |
| 1988 | Arcade                                           |
| 1989 | Amiga                                            |
| 1990 | Amstrad CPC, Atari ST, Commodore 64, ZX Spectrum |
| 1994 | SNES                                             |

Het spel maakte ook onderdeel uit van het verzamelpakket Taito Legends waardoor het beschikbaar kwam voor de Xbox, PlayStation 2 en PC.

## Ontvangst
Van het magazine Crash magazine kreeg het spel een prijs voor de beste graphics.
| Beoordeeld door                      | Platform     | Datum         | Score |
| ------------------------------------ | ------------ | ------------- | ----- |
| Amiga Joker                          | Amiga        | februari 1990 | 88%   |
| Commodore Format                     | Commodore 64 | 1992          | 83%   |
| Amiga Action                         | Amiga        | april 1992    | 81%   |
| Your Commodore                       | Commodore 64 | 1989          | 81%   |
| The Games Machine (GB)               | Commodore 64 | 1990          | 71%   |
| Power Play                           | Atari ST     | april 1990    | 56%   |
| Power Play                           | Amiga        | februari 1990 | 56%   |
| Commodore Force                      | Commodore 64 | augustus 1993 | 54%   |
| Video Games & Computer Entertainment | SNES         | januari 1995  | 50%   |
| Amiga Power                          | Amiga        | mei 1991      | 50%   |

## Serie
- Operation Wolf (1987)
- Operation Thunderbolt (1988)
- Operation Wolf 3 (1994)
- Operation Tiger (1998)